# 武藤完一
武藤 完一（むとう かんいち、1892年11月15日 - 1982年9月28日）は、日本の版画家。
岐阜県岐阜市出身。川端画学校で藤島武二に師事。大分師範学校教諭、大分大学教授として大分県の美術の発展に尽力すると共に、日本版画協会展、文展、日展、新日展に出品。1960年（昭和35年）には棟方志功、永瀬義郎、武田由平らと「日版会」を創立した。1964年、光風会会員となる。